# Pequeño rombidodecacrono
En geometría, el pequeño rombidodecacrono es un poliedro isoedral no convexo. Es el dual del pequeño rombidodecaedro, visualmente idéntico al pequeño dodecicosidodecaedro. Tiene 60 caras con forma de antiparalelogramos, que se cruzan entre sí.

## Proporciones

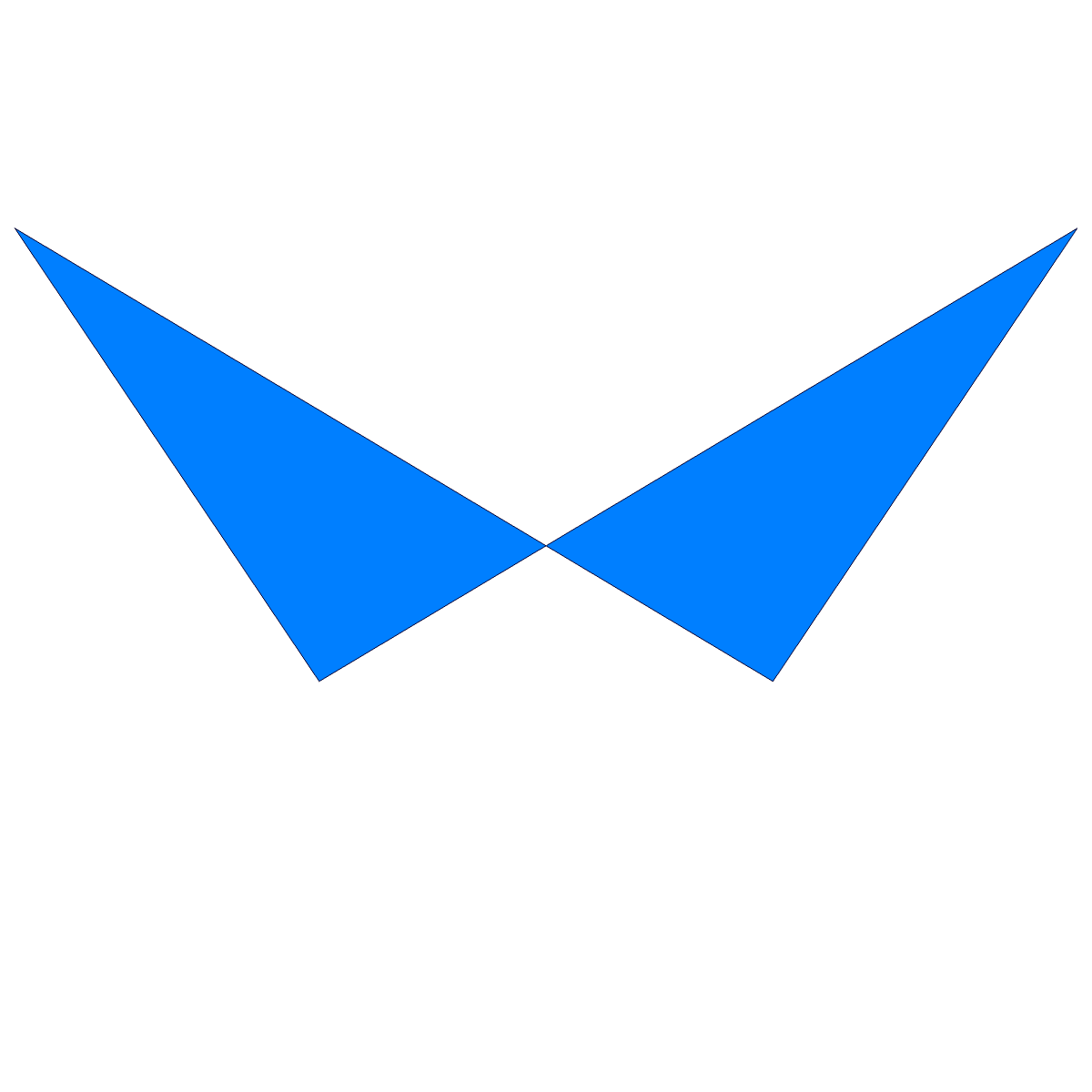
Forma de las caras

Cada cara tiene dos ángulos de {\displaystyle \arccos({\frac {5}{8}}+{\frac {1}{8}}{\sqrt {5}})\approx 25.242\,832\,961\,52^{\circ }} y dos ángulos de {\displaystyle \arccos(-{\frac {1}{2}}+{\frac {1}{5}}{\sqrt {5}})\approx 93.025\,844\,508\,96^{\circ }}. Las diagonales de cada antiparalelogramo se cortan en un ángulo de {\displaystyle \arccos({\frac {1}{4}}+{\frac {1}{10}}{\sqrt {5}})\approx 61.731\,322\,529\,52^{\circ }}. La relación entre las longitudes de los lados largos y los cortos es igual a {\displaystyle {\frac {1}{2}}+{\frac {1}{2}}{\sqrt {5}}}, que es el número áureo. Su ángulo diedro es igual a {\displaystyle \arccos({\frac {-19-8{\sqrt {5}}}{41}})\approx 154.121\,363\,125\,78^{\circ }}.